# Колидер (микрорегион)

Колидер на карте.

Колидер (порт. Microrregião de Colíder) — микрорегион в Бразилии, входит в штат Мату-Гросу. Составная часть мезорегиона Север штата Мату-Гроссу. Население составляет 143 650 человек (на 2010 год). Площадь — 42 758,909	км². Плотность населения — 3,36 чел./км².

## Демография
Согласно сведениям, собранным в ходе переписи 2010 г. Национальным институтом географии и статистики (IBGE), население микрорегиона составляет:						
| Полное население                             | Полное население                             | Полное население                             | Полное население                             | 143 650 |
| -------------------------------------------- | -------------------------------------------- | -------------------------------------------- | -------------------------------------------- | ------- |
| в том числе:                                 | Городское население                          | 96 403                                       | Процент городского населения, %              | 67,11   |
|                                              | Сельское население                           | 47 247                                       | Процент сельского населения, %               | 32,89   |
|                                              | Мужское население                            | 74 225                                       | Процент мужского населения, %                | 51,67   |
|                                              | Женское население                            | 69 425                                       | Процент женского населения, %                | 48,33   |
| Плотность населения, чел/км²                 | Плотность населения, чел/км²                 | Плотность населения, чел/км²                 | Плотность населения, чел/км²                 | 3,36    |
| Население микрорегиона в % к населению штата | Население микрорегиона в % к населению штата | Население микрорегиона в % к населению штата | Население микрорегиона в % к населению штата | 4,73    |

## Статистика
- Валовой внутренний продукт на 2003 год составляет 655 768 195,00 реалов (данные: Бразильский институт географии и статистики).
- Валовой внутренний продукт на душу населения на 2003 год составляет 5190,84 реалов (данные: Бразильский институт географии и статистики).
- Индекс развития человеческого потенциала на 2000 год составляет 0,741 (данные: Программа развития ООН).

## Состав микрорегиона
В составе микрорегиона включены следующие муниципалитеты:
1. Колидер
2. Гуарантан-ду-Норти
3. Матупа
4. Нова-Канаан-ду-Норти
5. Нова-Гуарита
6. Нову-Мунду
7. Пейшоту-ди-Азеведу
8. Терра-Нова-ду-Норти